# Mystrium mysticum
Mystrium mysticum é uma espécie de formiga do gênero Mystrium.